# عنق الجمل
عنق الجمل، هو موقع سياحي تونسي وعالمي، يقع في قلب الصجراء ويتبع معتمدية نفطة من ولاية توزر، اكتسب المكان شهرة عالمية إثر تصوير الجزء الأول من سلسلة أفلام «حرب النجوم».

## نبذة
عنق الجمل، يقع على بعد 17 كلم داخل الصحراء وشمال مدينة نفطة بولاية توزر، السيارات رباعية الدفع فقط هي التي تستطيع الوصول إليه نظرا إلى كثبان الرمال الكثيفة فيه. عرف بفضل تصوير العديد من المشاهد فيه خلال تصوير الجزء الأول من سلسلة أفلام حرب النجوم الشهيرة. اليوم أصبح موقعا سياحيا هاما في تونس ويتهافت عليه السياح من كل حدب وصوب، نظرا لبعده التام عن العالم الخارجي وعن جمال المنطقة.

## عنق الجمل والمهرجانات
إحتضن عنق الجمل العديد من المهرجانات ولعلى أشهرها «مهرجان الكثبان الإلكترونية» الذي انطلق منذ سنة 2015 بفكرة وزيرة السياحة السابقة امال كربول ومهرجان «صوت الصحراء», وعرف المهرجانين إشعاعا عالميا حضر فيه العديد من منسقي الأغاني العامية إضافة إلى عدد كبير من السياح ومن التونسيين.